# 美国广播公司
美國廣播公司（英語：American Broadcasting Company，簡稱）是美國傳統三大廣播電視公司之一。公司創立於1943年，前身為全國廣播公司的藍色廣播網。ABC目前為華特迪士尼電視集團的旗下公司。美國廣播公司的總部設於紐約市曼哈頓，節目製作總部則設於伯班克市。
目前電視台的口號為“Start Here”（由此展開）。舊口號“America's Broadcasting Company”（美國廣播公司）目前只有區分電視台之用。1997年至2000年，電視台以集團的正式名稱“American Broadcasting Companies, Inc”作區分。此名稱會出現在版權聲明、ABC製作的電視節目以及集團的所有正式文件（包括合約和支票）。
由ABC擁有並營運的電視台，分布在洛杉矶、纽约、芝加哥、费城、旧金山-奥克兰-圣何塞、休斯顿、加州弗雷斯诺、北卡州达勒姆-罗利-费耶特维尔。ABC亦曾在底特律、俄亥俄州托莱多、弗林特-萨吉诺-贝城擁有並營運地方電視台。

## 历史

### ABC的成立
美國廣播公司成立以前，美國的影視工業只被全国廣播公司和哥伦比亚广播公司所占据。1943年，根據美國聯邦通信委員會關於對廣播聯播的調查報告，規定一家公司不得擁有兩個以上廣播網。全国廣播公司保留了红色广播网，出售的蓝色广播网成為獨立的廣播公司——即美國廣播公司。
1943年10月，爱德华·诺布尔以800万美元购入蓝网（拥有116家附属电台）。美國廣播公司的原名屬於華盛頓市的WOL廣播電臺，於1944年10月13日以一萬美元賣與爱德华·诺布尔。1945年6月15日上午8時15分，該公司197家聯盟臺同時播出正式的呼號。在這之後，美國廣播市場逐漸萎縮，電視廣播事業興起以後，大部分的聽眾都減少了收聽無線電廣播的時間，並且改變了收聽習慣。美國廣播公司起用了新的策略，使它成為擁有聯盟臺最多的廣播公司。該公司為配合美國廣播電臺強調節目的風格以及專業化，特將其廣播網分成四個副廣播網頻率，分別是現代、調頻、娛樂、新聞。每一個聯盟臺除了本身製作的節目外，可以選擇加盟並播放美國廣播公司一個以上副廣播網的節目。這增加了聯盟臺的選擇性，也迎合聽眾的口味，使得該公司聯盟的無線電廣播電臺數迅速增長，達到1479座。

### ABC的發展

保羅·蘭德（Paul Rand）設計的美國廣播公司2D商標，使用於1962年至2007年

3D版商标，使用于2013年至2021年

美國廣播公司的前身——篮网，在1931年將發射天線架設在帝國大廈頂端，進行最早的電視播送試驗。1953年被“联合派拉蒙剧院公司”（United Paramount Theaters）以2500万美元买下，组成美国广播-派拉蒙剧院公司（American Broadcasting Paramount Theaters,Inc.）。1965年恢复美国广播公司名称。1970年同橄欖球隊簽訂長期合同，開闢「星期一橄欖球之夜」節目，創造了該公司空前的收視率，使其开始有了拉近哥伦比亚广播公司和全国廣播公司的实力差距。國家廣播公司開闢「星期天橄欖球之夜」與美国广播公司競爭。

## 与迪士尼的历史
被迪士尼公司收购之前，ABC是第一家播放迪士尼公司制作的节目的电视网。在1954年，迪士尼诗选电视系列（Walt Disney anthology television series）使用Disneyland的标题，不只播出迪士尼公司为电视专门制作的节目，还编辑其他制作公司的戏剧电影。偶尔的时候，原版的其他制作公司的电影也会播出，但会被分为两个长度为一小时的部分播出。1995年，迪士尼公司以190亿美元收购了ABC。

## 播出
现在，ABC在普通电视网中播出99.5小时的节目。其中向附属电视台提供22小时晚間時段（Prime Time）节目：星期一到星期六晚上8-11点（东岸/西岸时间），星期天晚上7-11时。节目也会在平日的早上11时到下午4时提供；平日的早上7-9时（周末为1小时）为早安美國（Good Morning America）；晚间版本的ABC世界新聞，星期天早上的谈话节目本周（This Week with George Stephanopulos），夜间新闻节目World News Now和America This Morning和新闻杂志节目夜線；夜间谈话节目Jimmy Kimmel Live；星期六早上4小时长名为ABC Kids的生活/动画节目。

另外也提供体育节目，在周六日的下午12时到6时之间的任何时间（东岸/西岸时间）。

### 黄金时段
在星期一到星期五晚上8时到11时（星期天晚上7时到11时）的节目时段。

### 日间节目
ABC现在播出3部連續剧。知名的日间連續剧有Dark Shadows（1966-1971）、Ryan's Hope（1975-1989）、Loving（1983-1995）、The City（1995-1997）、Port Charles（1997-2003）。还有，在哥伦比亚广播公司（CBS）不再播出电视剧The Edge of Night后，ABC在1975-1984年播出了这电视剧的最后九年，不過到最后很多ABC附属电视台也都不播出了。

ABC的日间节目有艾美奖的获奖节目，The View从1997年以来就是日间节目的主打。

### 儿童节目
现有的大部分电视网都有关注儿童节目。ABC多数播放迪士尼电视製作公司或其他制作公司（最值得注意的是漢納巴伯拉動畫）的作品。

### ABC.com电视剧播放器
ABC.com是第一个在电视网的网站上播放完整的电视節目內容。自2006年5月起，ABC.com定期播放ABC前一日电视節目中受欢迎的电视剧，且插播比电视上少的广告。

### ABC节目点播
ABC与Comcast在2006年11月20日达成历史性协议，在节目点播中加入ABC热门的电视剧如Lost、Desperate Housewife。

## ABC1
在2004年9月27日开始广播，是英国的一个数码电视频道。

### 引用
1. ↑  . 美國在台協會.   [2015-03-01]. （原始内容存档于2017-02-27）.

## 外部連結
- 官方网站